# WestCOT
WestCOT era un parque temático que iba a ser construido en Disneyland Resort, en Anaheim, California. Estaba pensado para transformarse en una versión occidental de Epcot, un parque ubicado a orillas del lago Buena Vista, dedicado a la ciencia y al conocimiento global. Walt Disney Imagineering pensó crear WestCOT basándose en la corrección de los errores cometidos en la construcción de su gemelo, y así usar su experiencia en la construcción de los cinco parques existentes hasta el momento.

## Historia
El CEO de Disney, Michael Eisner deseaba construir algo en Disneyland que lo aupara a la altura de Walt Disney World, ya que recibía bastantes informes de familias que pasaban más de una semana en Walt Disney World y tan solo un día en Disneyland. Según Imagineers, declaró que le sorprendía que la idea del parque hubiera sido cancelada.
Se evaluaron varios hoteles y resorts para WestCOT, ya que sería el primer parque temático de Disney cuyo tema podría enlazarse con resorts y otros lugares vacacionales. Esta característica del resort, sin embargo, se aplicó posteriormente en el Hotel MiraCosta en Tokio DisneySea, y se considera un legado originado en los planes de WestCOT.
WestCOT fue pensado para ser construido sobre el área del antiguo aparcamiento de Disneyland, aunque finalmente Disney's California Adventure fue lo que se construyó en el área años después.

## Características
En WestCOT se construiría una copia de Spaceship Earth, atracción principal de Epcot, en Walt Disney World Resort,  pero sería conocida como SpaceStation Earth. Sin embargo, cuando los residentes de Anaheim descubrieron que una estructura gigante sería construida en su ciudad (SpaceStation Earth tendría una altura de 100 metros, mientras que Spaceship Earth tiene apenas 60), los planes se modificaron para que la gran estructura se construyera en el centro del parque.
Otra atracción proyectada era Adventure Thru Inner Space (Atracción original en Epcot) y no solo contendría un viaje subatómico en el que los huéspedes se hacen pequeños, sino que también poseería un viaje por el cosmos; todo el paseo contendría a público "crecidos" para el mismo.
También se reproducirían atracciones de Epcot mejoradas para el parque: Horizons, Journey Into Imagination, The Living Seas, Wonders of Life y The Land, todas de Future World.
Una de las atracciones del área central habría sido llamada World Cruise, que había sido inventada para una travesía alrededor del mundo (reproducción de la atracción de Epcot World Showcase). En esta reproducción, los países serían agrupados en regiones. Se incluía la construcción de una copia de The Timekeeper en el área europea, entre otras atracciones.
Junto con el parque se habría construido un nuevo resort basado en el Disney's Floridian Resort & Spa según los planes originales.

## Cancelación
La construcción de WestCOT fue anunciada en diciembre de 1991 y cancelada en 1995. La cancelación del proyecto se debió a muchas razones, muy probablemente debido a que la división y creación de nuevos parques Disney en los resorts requerían millones de dólares, que el por entonces presidente Michael Eisner necesitaba para la financiación del proyecto Euro Disney S.C.A. Sin embargo, las opiniones contrarias de los habitantes de Anaheim residiendo alrededor de Disneyland también podrían haber sido causas de la cancelación.